# Ringbahn
De Ringbahn (ringspoorbaan) is een 37,5 kilometer lange spoorlijn rond het centrum van de Duitse hoofdstad Berlijn, aangelegd tussen 1867 en 1877. De Ringbahn bestaat uit twee parallelle lijnen: de ringlijn van de S-Bahn van Berlijn, en een ringbaan voor het goederenverkeer.

## S-Bahn
De S-Bahnsporen zijn, net als de rest van de Berlijnse S-Bahn, geëlektrificeerd met een derde rail met 750 volt gelijkspanning.
Twee lijnen rijden het hele rondje, dit zijn de S41 (rechtsom) en S42 (linksom). Daarnaast worden delen van de ring bediend door de lijnen S45, S46, S47, S8, S85 en S9.

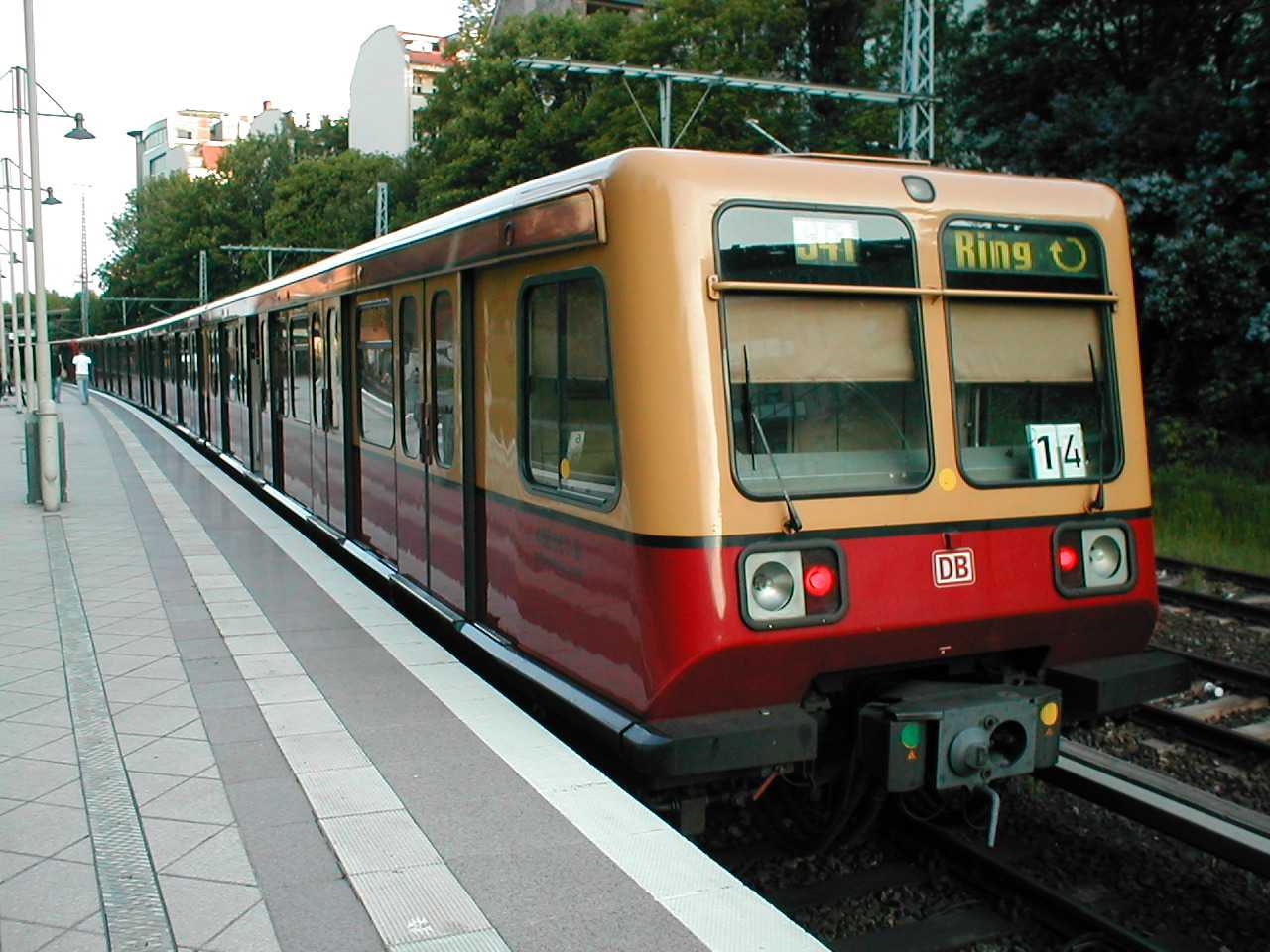
S-Bahn treinstel van lijn S41 (Baureihe 485) op de Ringbahn.